# 台湾腹水草
台湾腹水草（学名：Veronicastrum formosanum）为玄参科腹水草属下的一个种。

## 扩展阅读
- 維基物種上的相關：台湾腹水草